# Първи московски държавен медицински университет
Първи московски държавен медицински университет И. М. Сеченов е висше държавно училище в Москва.

## История
Университетът е наследник на Медицинския факултет на Московския империалистичен университет, основан през 1758 година. С.Зубелин е първият професор в университета. През 1805 година, се отваря първата университетска болница. В периода 1887 – 1897 се изгражда кампуса на университета, който включва 15 болници и институти. Централната лаборатория за изследвания се открива през 1933.

### Име
Университетът е именован на възпитаника на университета Иван Сеченов, който е наричан „Бащата на руската физиология“.

## Структура
- Факултет по медицина
- Факултет по дентална медицина
- Факултет по фармация
- Факултет по профилактична медицина
- Факултет по педиатрия
- Факултет по психологични и социологични науки, подготвителен център за медицински сестри